# Pék Zoltán műfordításainak listája
Pék Zoltán magyar műfordító, író műfordításainak listája.

## 2022
- Joe Hill: Fekete telefon. Gabo, 2022
- Philip K. Dick: Vulcanus kalapácsa. Agave, 2022
- James McBride: King Kong diakónus. Magvető, 2022
- Stephen King: Később. Európa, 2022
- Alexander Weinstein: Az új világ gyermekei. Agave, 2022
- John Updike: Emlékek Gerald Ford elnökségéről. 21. Század, 2022
- Philip K. Dick: A tökéletes fegyver. Agave, 2022
- Hernán Díaz: Bizalom. 21. Század, 2022
- Philip K. Dick: Kamu Rt. Agave, 2022
- Michael Chabon: Telegraph Avenue. 21. Század, 2022

## 2021
- Philip K. Dick: A jövő orvosa. Agave, 2021
- Bill Bryson: Szédült angolok, kerge marhák. Akkord, 2021
- Stephen King: Minél véresebb. Európa, 2021
- Michael Chabon: Fenegyerekek. 21. Század, 221
- Jessica Townsend: Morrigan Crow nagy dobása. Kolibri, 2021
- Philip K. Dick: Repedés a térben. Agave, 2021
- Billy O’Callaghan: Szerelmem, Coney Island. Jelenkor, 2021
- Colson Whitehead: Harlemi kavarás. 21. Század, 2021
- Jonathan Franzen: Keresztutak. 21. Század, 2021
- Christopher Moore: Shakespeare mókusoknak. Agave, 2021
- Matthew Baker: Egy nehéz nap utópiában. Agave, 2021
- Matthew McConaughey: Zöldlámpa. A te naplód. A te utad. 21. Század, 2021

## 2020
- Stephen King: Emelkedés. Európa, 2020
- Philip K. Dick: Űrlottó. Agave, 2020
- Ray Bradbury: Marsbéli krónikák (Teljes változat). Agave, 2020
- Nathan Ballingrud: Szörnyvidék. Agave, 2020
- Erica Katz: Fiúk klubja. 21. Század, 2020
- Ken Liu : Az istenekkel nem lehet végezni. Agave, 2020
- Ben Lerner: Az iskola Topekában. 21. Század, 2020
- Matthew McConaughey: Zöldlámpa. 21. Század, 2020

## 2019
- Sam Copeland: Kicsi Charlie csirke lesz. Kolibri, 2019
- Tommy Orange: Sehonnai. 21. Század, 2019
- Jessica Townsend: Csudamíves. Kolibri, 2019
- Az év legjobb science fiction és fantasy novellái. Gabo, 2019
- Ken Liu: Láthatatlan bolygók. Agave, 2019
- Philip K. Dick: Az utolsó tréfa. Agave, 2019
- Ray Bradbury: Az illusztrált ember. Agave, 2019
- Colson Whitehead: A Nickel-fiúk. 21. Század, 2019
- A legjobbak legjobbjai 1. Gabo, 2019
- Christopher Moore: Ördögöd van. Agave, 2019
- Sam Copeland: Kicsi Charlie T-Rex lesz. Kolibri, 2019
- Sylvia Plath: Üvegbura/Mary Ventura és a kilencedik királyság. Európa, 2019
- Ernest Hemingway. Egy élet emlékei. Európa, 2019

## 2018
- Philip K. Dick: Elektronikus álmok. Agave, 2018.
- Maurice Sendak: Ahol a vadak várnak. Kolibri, 2018
- Jim Crace: Az utolsó aratás. 21. Század, 2018
- Paul Auster: 4 3 2 1. Európa, 2018
- Az év legjobb science fiction és fantasy novellái. Gabo, 2018
- Christopher Moore. Noir. Agave, 2018
- Philip K. Dick: Jones kezében a világ. Agave, 2018
- Caleb Krisp: Hozzátok el nekem Ivy Pocket fejét! Kolibri, 2018
- Jessica Townsend: Nevermoor. Kolibri, 2018
- Ronnie O’Sullivan: Futás. Snooker Future Kft, 2018
- Paul Auster: Leviatán. 21. Század, 2018
- Jesmyn Ward: Hallgasd a holtak énekét! 21. Század, 2018
- Catherine Steadman: Zavaros vizek. Lettero, 2018
- Rettegés a felhők felett. Európa, 2018

## 2017
- Neil Gaiman: Északi mitológia. Agave, 2017
- Roald Dahl: Boszorkányok. Kolibri, 2017
- Az év legjobb science fiction és fantasy novellái. Gabo, 2017
- Christopher Moore: Lestrapált lelkek. Agave, 2017
- Zadie Smith: NW. Európa, 2017
- Will Mabbitt: Mabel Jones és az elveszett város. Kolibri, 2017
- Richard Kadrey: A végítélet kis doboza. Agave, 2017
- Anthony O’Meill: A sötét oldal. Agave, 2017
- J. M. Lee: Szökés a paradicsomból. Animus, 2017
- Philip K. Dick: A végső igazság. Agave, 2017
- Jim Smith: Még menőbb Lúzer. Kolibri, 2017
- Roald Dahl: Fantasztikus Róka úr. Kolibri, 2017
- Caleb Krisp: Állítsátok meg Ivyt! Kolibri, 2017
- Ian MacGuire: Északi vizeken. Európa, 2017
- Ronnie O’Sullivan: Kelepce. Snooker Future Kft., 2017
- Michael Chabon: Ragyog a hold. 21. Század, 2017
- Sötétség. Huszonöt modern horrornovella. Gabo, 2017
- Riley Sager: Három lány. Lettero, 2017

## 2016
- Nick Hornby: Vicces lány. Európa, 2016
- Jim Smith: A menő Lúzer. Kolibri, 2016
- Will Mabbett: Mabel Jones és az Ijesztő Kukac. Kolibri, 2016
- Markus Zusak: Az üzenet. Európa, 2016
- Alex Shearer: Felhővadászok. Kolibri, 2016
- Marcus Sakey: Egy jobb világ. Európa, 2016
- Christopher Moore: A velencei sárkány. Agave, 2016
- Neil Gaiman, Michael Reaves: Köztesvilág. Agave, 2016
- John Scalzi: Vörösingesek. Agave, 2016
- Ben Aaronovitch: Föld alatti suttogás. Gabo, 2016
- Junot Díaz: Fulladás. Cor Leonis, 2016
- Philip K. Dick: Emlékmás. Agave, 2016
- Az év legjobb science fiction és fantasy novellái 2016. Gabo, 2016
- Caleb Krisp: Ivy Pocket és az óragyémánt. Kolibri, 2016
- Matt Haig: Miért érdemes életben maradni? Park, 2016
- Colin Wilson: Életképtelenek. Jelenkor, 2016
- Ted Chiang: Életed története. Agave, 2016
- John Scalzi: Vének történetei. Agave, 2016
- Neil Gaiman: Kilátás az erkélyről. Agave, 2016
- Cixin Liu: A háromtest-probléma. Európa, 2016

## 2015
- Alan Snow: Doboztrollok 2. A vaszoknis ember. Kolibri, 2015
- Alan Snow: Doboztrollok 3. A jó, a rossz és a sajt. Kolibri, 2015
- Zsiványok. Fumax, 2015
- William Gibson: Virtuálfény. Agave, 2015
- Neil Gaiman: Felkavaró tartalom. Agave, 2015
- Maggie Stiefvater: A hajsza. Könyvmolyképző, 2015
- Christopher Moore: Bolond. Agave, 2015
- Robert Paul Weston: A híres hatodik ghork. Kolibri, 2015
- Dave Eggers: Hologram a királynak. Európa, 2015
- Bill Bryson: Hátizsákkal a vadonban. Akadémiai, 2015
- John Scalzi: Árnyékszövetség. Agave, 2015

## 2014
- Ray Bradbury: A Toynbee-átalakító. Agave, 2014
- Meg Rosoff: Sorsbújócska. Európa, 2014
- Brandon Mull. Titokfölde 4. A Sárkánytemplom kincsei. Könyvmolyképző, 2014
- Neil Gaiman: Szerencsére a tej. Agave, 2014
- John Scalzi: A lázadás hangjai. Agave, 2014
- Ben Aaronovitch: London folyói. Gabo, 2014
- Teddy Wayne: Jonny Valentine szerelmes éneke. Európa, 2014
- Christopher Moore: A Melankólia-öböl buja bestiája. Agave, 2014
- Brandon Mull: Titokfölde 5. A Démonbörtön kulcsai. Könyvmolyképző, 2014
- Alan Snow: Doboztrollok 1. Gatyára fel! Kolibri, 2014
- Valami a tekintetében. Animus, 2014
- Bill Bryson: Egyik lábam itt… Akadémiai, 2014
- Shane Kuhn: Nyírd ki a főnököd. Európa, 2014
- Ben Aaronovitch: Soho felett a hold. Gabo, 2014
- Robert Paul Weston: Szörnyen titkos részleg. Kolibri, 2014
- Anthony Horowitz: Orosz rulett. Animus, 2014
- Richard Hooker: MASH. Könyvmolyképző, 2014
- Bradon Mull: Vadnak született. Könyvmolyképző, 2014

## 2013
- Christopher Moore: Te szent kék! Agave, 2013
- Ray Bradbury: Fahrenheit 451. Agave, 2013
- James Smythe: A felfedező. Gabo, 2013
- Brandon Mull: Titokfölde 3. A sötétség fogságában. Könyvmolyképző, 2013
- Daniel Pinkwater: A titokzatos gyíkzenekar története. Európa, 2013
- Philip K. Dick: Az utolsó szimulákrum. Agave, 2013
- Jonathan Stroud: A sikító lépcső esete. Animus, 2013
- Neil Gaiman: Óceán az út végén. Agave, 2013
- Bill Bryson: Bajos szavak. Akadémiai, 2013
- Junot Díaz: Oscar Wao rövid, de csodálatos élete. Cor Leonis, 2013
- Gary Shteyngart: Abszurdisztán. Cor Leonis, 2013

## 2012
- Philip K. Dick: A Frolix-8 küldötte. Agave, 2012
- John Scalzi: Vének háborúja. Agave, 2012
- Douglas Coupland: „A” generáció. Európa, 2012
- Brandon Mull: Titokfölde. A mesés menedék. Könyvmolyképző, 2012
- Philip K. Dick: Egy megcsúszott lélek vallomásai. Agave, 2012
- Erik Larson: Az Ördög a Fehér Városban. Könyvmoly, 2012
- Brandon Mull: Titokfölde 2. Az Esthajnalcsillag felkel. Könyvmolyképző, 2012
- Sally Gardner: A hold legsötétebb oldala. Kolibri, 2012
- Árnyak és rémek. Ray Bradbury emlékére. Metropolis Média, 2012
- Christopher Moore: A neccharisnyás papnő pajzán szigete. Agave, 2012
- Charles J. Shields: Így megy ez. Kurt Vonnegut élete. Maecenas, 2012
- Lauri Quinn Loewenberg: Álmodj rá egyet! Európa, 2012

## 2011
- Jonathan Stroud: Salamon király gyűrűje. Animus, 2011
- Jo Nesbo: Fejvadászok. Animus, 2011
- Anthony Horowitz: Az ötök ereje. Leszáll az éj. Animus, 2011
- Neil Gaiman: Farkasok a falban. Agave, 2011
- Philip K. Dick: Timothy Archer lélekvándorlása. Agave, 2011
- Christopher Moore: Prérifarkas blues. Agave, 2011
- John Vaillant: A tigris. Könyvmolyképző, 2011
- Neil Gaiman: Tükör és füst. Agave, 2011
- Paul Auster: Láthatatlan. Európa, 2011
- Ray Bradbury: Gyógyír búskomorságra. Agave, 2011

## 2010
- Edward P. Jones: Az ismeretlen világ. Kelly, 2010
- Philip K. Dick. A Titán játékosai. Agave, 2010
- Eoin Colfer: Ja, és még valami… Gabo, 2010
- Arthur Phillips: Te vagy a dal. Európa, 2010
- Ray Bradbury: Szép arany almáit a nap. Agave, 2010
- William Faulkner: A legyőzetlenek. Kalligram, 2010
- Stephen Fry: Hazudozó. Kultkönyvek, 2010
- Christopher Moore: Csak egy harapás. Agave, 2010
- Philip K. Dick: Az elektromos Lincoln. Agave, 2010
- Neil Gaiman: A temető könyve. Agave, 2010
- Stephen Fry: Csináljunk történelmet. Kultkönyvek, 2010
- Justin Cronin: A szabadulás. Cartaphilus, 2010

## 2009
- Philip K. Dick: Csúszkáló valóságok. Agave 2009
- Paul Auster: Máról holnapra. Európa, 2009
- Philip K. Dick: Szabad Albemuth Rádió. Agave, 2009
- Roger Zelazny: A fény ura. Agave, 2009
- A. E. van Vogt: A Nulla-A világa. Agave, 2009
- Neil Gaiman: Coraline. Agave, 2009
- Neil Gaiman: Anansi fiúk. Agave, 2009
- Stephen Fry: A víziló. Kultkönyvek, 2009
- Philip K. Dick: Visszafelé világ. Agave, 2009
- Christopher Moore: Totál szívás. Agave, 2009
- Gregory Maguire: Boszorkány. Kelly, 2009

## 2008
- Agave 100. Agave, 2008
- Philip K. Dick: Várjuk a tavalyi évet. Agave, 2008
- Ray Bradbury: A villamos testet éneklem. Agave, 2008
- Dashiel Hammett: A férfi, akit Spade-nek hívtak. Agave, 2008
- Neil Gaiman: Sosehol. Agave, 2008
- Martin Amis: Találkozások háza. Európa, 2008
- John Kennedy Toole: A neonbiblia. Cartaphilus, 2008
- Douglas Coupland: A rágógumitolvaj. Európa, 2008
- Philip K. Dick: Isteni inváziók. Agave, 2008
- Neil Gaiman: Törékeny holmik. Agave, 2008
- Philip K. Dick: Galaktikus cserépgyógyász. Agave, 2008
- Christopher Moore: Vérszívó démonok. Agave, 2008

## 2007
- Philip K. Dick: Már megint a felfedezők. Agave, 2007
- Anthony Horowitz: Az ötök ereje. Égi háború. Animus, 2007
- Anthony Horowitz: Kígyófej. Animus, 2007
- Ray Bradury: Az öröm masinériái. Agave, 2007
- Philip K. Dick: Dr. Vérdíj. Agave, 2007
- Jonathan Stroud: Szunnyadó tűz. Animus, 2007
- Paul Auster: Utazások a szkriptóriumban. Európa, 2007
- Amos Oz: Hogyan gyógyítsuk a fanatikust. Európa, 2007
- Neil Gaiman: Csillagpor. Agave, 2007
- Yann Martel: A helsinki Brommacio család a tények tükrében. Európa, 2007
- Lawrence Sutin: Isteni inváziók. Philip K. Dick élete. Agave, 2007

## 2006
- Philip K. Dick: Csordulj könnyem, mondta a rendőr. Agave, 2006
- William Gibson: A holnap tegnapja. Kozmosz, 2006
- Philip K. Dick: Az Alfa-hold klánjai. Agave, 2006
- Anthony Horowitz: Az ötök ereje. Hollókapu. Animus, 2006
- Jonathan Stroud: Ptolemaiosz kapuja. Animus, 2006
- A XX. század nagy beszédei. Agave, 2006
- Anthony Horowitz: Láthatatlan kard. Animus, 2006
- William Nicholson: Rokon Lelkek társasága. Európa, 2006
- Philip K. Dick: Időugrás a Marson. Agave, 2006
- Anthony Horowitz: Harmadik erő. Animus, 2006
- Paul Auster: Brooklyni balgaságok. Európa, 2006
- Christopher Moore: Biff evangéliuma. Agave, 2006
- Christopher Moore: A leghülyébb angyal. Agave, 2006
- Christopher Moore: Mocskos meló. Agave, 2006

## 2005
- Paul Auster: A végső dolgok országában. Európa, 2005
- Philip K. Dick: Álmodnak-e az androidok elektronikus bárányokkal? Agave, 2005
- Anthony Horowitz: Mély vízben. Animus, 2005
- Philip K. Dick: Figyel az ég. Agave, 2005
- Anthony Horowitz: Homályos nyomok. Animus, 2005
- Philip K. Dick: Kamera által homályosan. Agave, 2005
- Anthony Horowitz: A sas lecsap. Animus, 2005
- Jeff Noon: Vurt. Agave, 2005
- Jonathan Stroud: A gólem szeme. Animus, 2005
- Philip K. Dick: Lenn a sivár földön. Agave, 2005
- Huszadik századi brit novellák. Noran, 2005
- Lawrence Block: A halál völgyében. Agave, 2005

## 2004
- Lawrence Block: Apák bűnei. Agave, 2004
- Paul Auster: Az orákulum éjszakája. Európa, 2004
- Lawrence Block: Teremtés és pusztítás ideje. Agave, 2004
- Philip K. Dick: Kizökkent idő. Agave, 2004
- Dennis Lehane: Titokzatos folyó. Agave, 2004
- Philip K. Dick: Valis. Agave, 2004
- Richard Condon: A mandzsúriai jelölt. Agave, 2004
- Szenved-éj. Fiatal ír elbeszélők. Magyar
- Világ, 2004
- Árnyfal. Goblin Publishing, 2004

## 2003
- Paul Auster: Az illúziók könyve. Európa, 2003
- Philip K. Dick: Palmer Eldritch három stigmája. Agave, 2003
- David Flusfeder: Ajándék. Palatinus, 2003
- Thomas Warton: Szalamandra. Palatinus, 2003

## 1998–2002
- Ray Bradbury: Gonosz lélek közeleg. Európa, 2002
- Nicholas Evans: A füstlovag. Európa, 2002
- Bill Bryson: Jegyzetek egy kis szigetről. Európa, 2002
- Bill Bryson: Jegyzetek egy nagy országról. Európa, 2002
- Frederik Pohl: Reklámhadjárat. Möbius, 2001
- Rig-veda. Farkas Lőrinc Kiadó, 2000
- Buzz Aldrin-John Barnes: A csillagok fiai 1-2. Möbius, 1999
- Saki: Válogatott elbeszélések. Paginarium, 1999
- Fényévek 2. (John Brunner, Stephen Baxter). Möbius, 1998